# Ludbrook
Ludbrook – przysiółek w Anglii, w Devon. Leży 18 km od miasta Plymouth, 46,4 km od miasta Exeter i 295,6 km od Londynu. Ludbrook jest wspomniana w Domesday Book (1086) jako Lodebroc/Lodrebroc/Ludebroch/Ludebroca.